# Xavier Andreu Casañas
Xavier Andreu Casañas (Sabadell, 20 de novembre de 1959) és un periodista sabadellenc que des de l'1 de febrer de 2024 ha tornat al RCD Espanyol de Barcelona com a director de Comunicació i Relacions Institucionals amb funcions de portaveu. Començà la seva carrera com a redactor al Diari de Sabadell l'any 1976 per després passar a Ràdio Sabadell com a locutor i cap d'esports. El 1982 començà una nova etapa a la COPE com a narrador i comentarista de partits de diferents esports. Posteriorment ocupà el càrrec de coordinador d'esports a TV3, moment en el qual esdevingué conegut. El 2006 deixà la televisió autonòmica per esdevenir director de comunicació i de relacions externes al Reial Club Deportiu Espanyol. El 2011 fou nomenat director de Comunicació i Relacions Externes de la Secretaria General de l'Esport de la Generalitat de Catalunya. Del 2021 al 2024 va ser el responsable de relacions externes del Centre d'Alt Rendiment de Sant Cugat del Vallès.